# Władimir Smirnow (polityk)

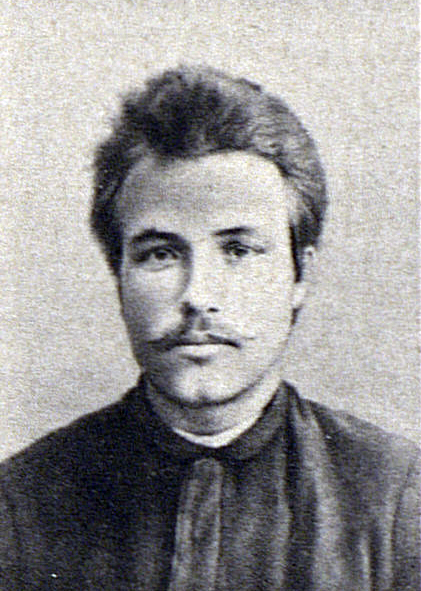
Władimir Smirnow 1917

Władimir Michajłowicz Smirnow (ros. Владимир Михайлович Смирнов, ur. 7 maja 1887 w Moskwie, zm. 26 maja 1937 tamże) – rosyjski socjaldemokrata i komunista ludowy komisarz handlu i przemysłu RFSRR (1918).

## Życiorys
Ukończył studia na Wydziale Prawnym Uniwersytetu Moskiewskiego, 1907 wstąpił do SDPRR, bolszewik, 1914-1917 służył w rosyjskiej armii, 1917 był członkiem kolegium redakcyjnego gazety "Socyał-diemokrat" w Moskwie i członkiem Moskiewskiego Komitetu SDPRR(b). 
W listopadzie 1917 członek Moskiewskiego Rewolucyjnego Komitetu Wojskowego, 1917 pełnomocnik Rady Komisarzy Ludowych Rosyjskiej Republiki Radzieckiej w Finlandii i członek Prezydium Najwyższej Rady Gospodarki Narodowej Rosyjskiej Republiki Radzieckiej, od 7 lutego do 18 marca 1918 ludowy komisarz handlu i przemysłu RFSRR. 
Od 26 września 1918 do 19 czerwca 1919 członek Rewolucyjnej Rady Wojskowej 5 Armii Frontu Wschodniego, od 19 czerwca do 20 września 1919 członek Rewolucyjnej Rady Wojskowej 16 Armii Frontu Zachodniego, od marca 1921 członek Komisji Wykorzystywania Zasobów Rady Pracy i Obrony RFSRR, przewodniczący Komisji Finansowej Najwyższej Rady Gospodarki Narodowej RFSRR i zastępca przewodniczącego Najwyższej Rady Gospodarki Narodowej RFSRR. 1924-1926 członek kolegium redakcyjnego gazety "Prawda" i pisma "Ekonomiczeskaja żyzń", 1926 członek Prezydium Państwowej Komisji Planowania przy Radzie Pracy i Obrony ZSRR, członek Kolegium Centralnego Zarządu Statystycznego ZSRR. Związany z Lewicową Opozycją. 18 grudnia 1927 wykluczony z WKP(b).
31 grudnia 1927 aresztowany, skazany na 3 lata zesłania do obwodu uralskiego, 29 stycznia 1930 skazany na 3 lata pozbawienia wolności (był więziony w Suzdalu), 10 listopada 1932 skazany na 5 lat więzienia, 4 listopada 1934 skazany na 3 lata zesłania do Kraju Zachodniosyberyjskiego, 22 października 1935 skazany na 3 lata pozbawienia wolności (więziony ponownie w Suzdalu). W okresie "wielkiej czystki" 26 maja 1937 skazany na śmierć przez Kolegium Wojskowe Sądu Najwyższego ZSRR "za przynależność do kontrrewolucyjnej organizacji terrorystycznej" i rozstrzelany. Ciało skremowano w krematorium na Cmentarzu Dońskim, prochy pochowano anonimowo.
16 listopada 1960 pośmiertnie zrehabilitowany.